# Tan-Tan
Tan-Tan er en by i den sydvestlige del af Marokko, som er administrativ hovedby for provinsen Tan-Tan som er en del af regionen Guelmim-Es-Smara. Byen har 76.134(2024) indbyggere.
Floden Drâa der med 1.100 km er den længste i Marokko, løber ud i Atlanterhavet nord for byen, der også har en lufthavn; Tan Tan Airport.